# Vyond
GoAnimate (NYSE: GO) — американський відео-сервіс, який дозволяє зробити свій мультфільм.
GoAnimate LLC була заснована Ельвіном Ханом (англ. Alvin Hang) в серпні 2000 року.
GoAnimate став популярним відео-сервісом.

## Історія сервісу
В результаті, GoAnimate LLC створює Go!Animate.
В 2013 році Go!Animate змінює назву на GoAnimate.
Домен сервісу — goanimate.com